# Іоланда де Ено
Іоланда Ено (1175 — серпень 1219) — імператриця-консорт Константинополя (Латинської імперії) з 1217 року. Друга дружина П'єра (імператора Константинополя).

## Біографія

### Родина
Іоланда була дочкою Балдуїна V (графа Ено) і його дружини Маргарити I (графині Фландрії). Двоє її братів, Балдуїн і Генріх були імператорами Константинополя (Латинської імперії). В 1193 році вийшла заміж за П'єра II (сеньйора Куртене), графа-співправителя Невера, Осера і Тоннерра.

### На престолі
В 1212 успадкувала Намюрське маркграфство, але їдучи на схід, передала його своєму старшому синові Філіппу. Після смерті Генріха в 1216 престол в Константинополі був запропонований чоловікові Іоланди П'єру II (сеньйору Куртене). Після коронації у Римі 9 квітня 1217 року Іоланда вирушила на схід морем, а П'єр — через Балкани по суші. Прибувши в Константинополь в червні 1217 року, вона дізналася, що чоловік був взятий в полон Епірським деспотом. Іоланда почала правити як регентка від імені П'єра. В цьому ж році народила сина — майбутнього імператора Балдуїна. Деякі з інших дітей також посіли престоли. Так, у 1201 і 1217 роках Іоланда Ено народила синів Роберта і Балдуїна — майбутніх латинських імператорів — Роберт де Куртене і Бодуен II. Щоб зміцнити становище імперії, Іоланда де Ено видала в 1217 році свою дочку Агнесу за князя АхейськогоЖоффруа де Віллардуена, іншу дочку — Марію — за нікейського імператора Феодора I Ласкаріса. Донька Іоланди, також Іоланда, була одружена з Андрашем II, королем Угорщини.
З початку 1219, коли в Константинополі стало відомо про загибель П'єра де Куртене, вона правила, ймовірно, від імені свого старшого сина Філіпа, аж до своєї смерті в жовтні 1219 року.

## Родина
Чоловік — П'єр II де Куртене.
Діти:
- Маргарита (1194—1270) — дружина: 1) Рауля III Лузіньяна (сеньйора Ісудену); 2) Генріха I (графа Віандену).
- Філіпп (1195—1226) — маркграф Намюру.
- Іоланда (1196—1233) — дружина Андрія II (короля Угорщини).
- Сибіла (1197—1210) — черниця.
- Єлизавета (1199 — після 1269) — дружина: 1) Волте Пюїзе; 2) Ед Монтагю.
- Роберт (бл. 1201—1228) — імператор Константинополя в 1219—1228 роках
- Агнеса (1202 — після 1247) — дружина Готфріда II Віллардуена, князя Ахеї.
- Марія (1204—1228) — дружина Феодора I (імператора Нікеї).
- Генріх (1206—1229) — маркграф Намюру.
- Елеонора (1208—1229) — дружина Філіппа I Монфора, сеньйора Торону і Тіру.
- Констанція (1210 — ?) — черниця.
- Балдуїн (1217—1273) — імператор Константинополя в 1228—1261 роках